# Самооборона (фільм, 1999)
Самооборона (англ. In Her Defense) — канадський трилер 1999 року.

## Сюжет
Молодий юрист Ендрю закохується в Джейн, дружину багатого промисловця. Одного разу її чоловік занадто рано повертається додому і застає дружину в ліжку з Ендрю. Починається бійка, лунає постріл і Ендрю розуміє, що все це більше схоже на вбивство при обтяжуючих обставинах, ніж на самооборону. Тим більше, що всі гроші чоловіка повинні дістатися Джейн. Окружний прокурор висуває проти неї обвинувачення, і Ендрю стає адвокатом своєї коханої. Але по ходу справи у нього з'являються сумніви в щирості Джейн, і він починає підозрювати, що потрапив у хитромудру любовну пастку.

## У ролях
- Марлі Метлін — Джейн Клейр
- Деніел Пілон — Роберт Сен-Лоран
- Майкл Дудікофф — Ендрю Гарфілд
- Софі Лорейн — Дебра Тернер
- Девід Еттіс — Джеффрі Фішман
- Стефен Морган — Джон Данфорт
- Роббі О'Нілл — Френк Раттер
- Даг Сазерленд — Нубі Клейр
- Джон Болл — Марк Міока
- Роб Піннок — Ернест Байлс
- Роберт А. Дохерті — суддя Іуніко
- Моріс Арсено — Серж Річард
- Джейн Беррі — суддя Веллбрідж
- Рене Кайес — Марсі Бренд
- Ерік Теріо — Клод Мартін
- Елізабет Стівенс — Карлін Тріфтаузер
- Паула Доусон — Петті Дюваль
- Керолін Терні — місіс Грехем
- Кліфф Тернер — Майкл Вілок
- Ів Тарбайт — консьєрж
- Коралі Хопкінс — агент прокату
- Шон Екстрем — Шон
- Карен Мейбі — перекладач